# Sistema de navegació inercial

Precisió dels sistemes de navegació

Un  sistema de navegació inercial , o  INS  per les seves sigles en anglès (Inertial Navigation System ), és un sistema d'ajuda a la navegació que utilitza un ordinador, sensors de moviment (acceleròmetres) i sensors de rotació giròscops per calcular contínuament mitjançant estima la posició, orientació, i velocitat (direcció i rapidesa de moviment) d'un objecte en moviment sense necessitat de referències externes. És usat en vehicles com vaixells, aeronaus, submarins, míssils, i naus espacials. Entre altres termes usats per referir-se a sistemes de navegació inercial o dispositius estretament relacionats s'inclou  sistema de guiat inercial ,  plataforma de referència inercial , i moltes més variacions.